# Appel de Bonn
L'appel de Bonn a été publié en septembre 2008 par un groupe d'initiative. Il a été élargi et approfondi par le « Bonner Call Plus », une lettre ouverte publiée en mars 2009, signée par de nombreuses personnalités politiques allemandes, notamment des diplomates, destinée aux gouvernements des Etats donateurs et réclamant une meilleure politique de coopération et de développement. Cette démarche s'inscrit dans le cadre des  élections fédérales allemandes de 2009.

## L'appel initial

### Postulat
Après un demi-siècle d’aide au développement humain et financier à l’Afrique, les politiques ont échoué. Les résultats ont été bien en deçà des attentes. Selon le groupe d'initiative, deux hypothèses expliquent les principales raisons de l'échec :
Comme toute personne et toute société, l’Afrique ne peut que se développer. En outre, la dignité humaine exige que chaque individu et chaque société recherche d’abord en lui-même la responsabilité du développement.
Cette prise de conscience a été largement érodée en Afrique parce que les travailleurs humanitaires étrangers ont assumé trop de responsabilités. Cependant, plus nous assumons de responsabilités dans le développement de l'Afrique, plus nous encourageons le refus de toute responsabilité de la part de ceux qui en sont les principaux responsables.
- Deuxièmement : le « Nord » pourrait réaliser le développement de l’Afrique grâce à la redistribution.
L’équation « plus d’argent = plus de développement » ne fonctionne pas. Néanmoins, elle domine encore aujourd’hui la politique de développement. L’argent a même souvent nui au développement parce que l’initiative personnelle a été paralysée. Les décisions politiques visant à doubler l’aide au développement destinée à l’Afrique sont déraisonnables et dangereuses. Il en va de même pour la tendance à allouer de plus en plus d’argent au titre du « soutien budgétaire ». Cela facilite la corruption et les détournements de fonds. »

### Proposition
Le groupe d'initiative appelle à un changement radical de l’aide au développement, en suivant 4 lignes directrices :
- une application claire des responsabilités.
- la réorientation de la coopération : autant que possible, loin des partenaires étatiques et vers des groupes sociaux qui s'organisent et se gèrent eux-mêmes.
- un transfert du pouvoir de décision en matière de coopération bilatérale au développement aux ambassades allemandes, qui seront dotées en personnel en conséquence.
- concentrer notre aide sur ce qui s'est avéré particulièrement méritant d'être soutenu : la formation de base et professionnelle, les petits prêts et la mise en œuvre de mesures d'infrastructure à forte intensité de main-d'œuvre et génératrices d'emplois. »

### Liste des signataires
Consulter la liste

## Bonner call plus
Le texte publié en 2009 est constitué de 10 points, élaborés comme suit : 
2. Abandonner l’idée selon laquelle plus d’argent signifie plus de développement. Abandonner l’objectif de 0,7% des donateurs car cela repose sur cette idée infondée.
3. Passer – d’ici dix ans – à l’octroi d’une aide au développement uniquement sous forme de prêts. Contribuez à garantir que tous les habitants des pays en développement aient accès au crédit.
4. Concentrer l'aide sur le renforcement des efforts individuels et sociétaux, notamment par l'éducation et de meilleures conditions pour l'activité du secteur privé.
5. Financer uniquement des projets d'infrastructure dans des pays où les installations précédemment construites ont été entretenues. Promouvoir les projets afin que le plus grand nombre trouve du travail.
6. Mettre fin à la concurrence inutile de l'UE et de ses États membres avec les pays en développement. L'Europe doit - également dans son propre intérêt - réagir de manière plus décisive à l'importance croissante de nombreux pays en développement.
7. Mettre fin à l’aide au développement aux pays qui peuvent s’aider eux-mêmes, comme la Chine et l’Inde.
8. Cesser d'accorder une aide au développement aux pays qui ne veulent pas divulguer leurs revenus, notamment ceux provenant des ressources minières.
9. N’accorder un soutien budgétaire qu’aux pays dans lesquels des parlements indépendants et efficaces au service du bien commun contrôlent clairement l’utilisation des fonds.
10. Réduire l'aide au développement aux cinq pays les plus corrompus selon l'indice Transparency International. »

### Signataires
Liste des signataires

## 2016: Conférence de Cologne
Dans le cadre de "L'Appel de Bonn", 25 scientifiques, professionnels de la coopération et du développement, diplomates en affaires africaines et autres spécialistes, se sont réunis les 26 et 27 novembre 2016 à Cologne, pour délibérer de l'état de la politique de développement allemande et des conséquences à en tirer.
Ils ont réalisé un "Mémorandum de Cologne" comprenant, d'une part un catalogue de constatations et de revendications (Mémorandum ) et, d’autre-part, des explications détaillées  .

## 2018: Conférence de Bonn
Reprenant l'«Appel de Bonn», une convention s'est tenue le 15 septembre 2018 à Bonn, au cours de laquelle les participants ont discuté des résultats de la politique de développement qu’ils jugeaient décevants, en particulier en Afrique, mais aussi de la poursuite d'une politique qu’ils qualifiaient d’erronée. A l’issue de leurs travaux, ils ont publié la déclaration suivante :
Le document complet est consultable en ligne  .